# Conca Dirichlet-Jackson
La Conca Dirichlet-Jackson és una depressió d'impacte del Període Prenectià situada en el cara oculta de la Lluna. Deu el seu nom als cràters Dirichlet (en el marge sud-est) i Jackson (al nord-oest de la conca). Es troba al nord de la conca Korolev, de similar grandària.
Aquesta conca no és òbvia en la superfície lunar a causa que ha estat ocultada per nombrosos impactes posteriors. Va ser descoberta gràcies a la cartografia topogràfica realitzada per l'aeronau Clementine en 2000.
Inclosos dins de la conca figuren els cràters Raimond, Bredikhin, Mitra, i Henyey (cràter) (adjacent a Dirichlet), així com molts altres cràters satèl·lit. Al sud de la conca es troben Engel'gardt i el punt més alt de la Lluna. Al sud-oest apareixen Lebedinskiy i Zhukovskiy; amb McMath al nord-oest. Al nord-est es troba Mach, i al sud-est Tsander.

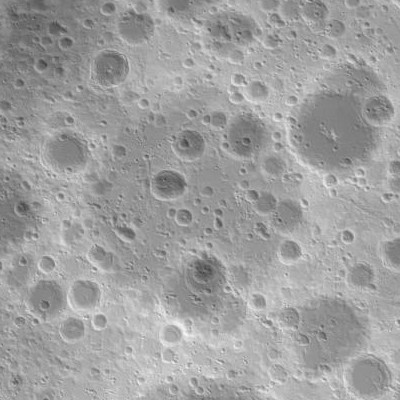
Mapa topogràfic
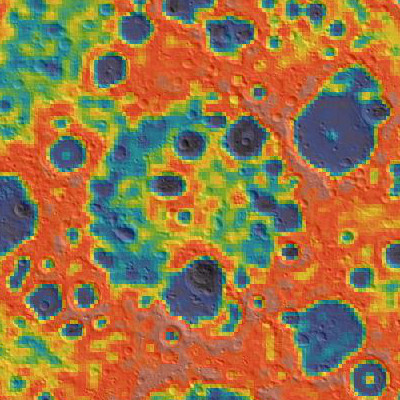
Mapa de gravetat basat en GRAIL